# Paris-Nice 2010
La 68e édition de Paris-Nice a eu lieu du 7 au 14 mars 2010. Il s'agit de la deuxième épreuve du Calendrier mondial UCI 2010, après le Tour Down Under. La victoire est revenue à l'Espagnol Alberto Contador.  Tous les résultats obtenus au cours de la course par l'Espagnol Alejandro Valverde sont annulés, en raison d'une suspension rétroactive dont il fait l'objet.

## Présentation

### Participants
- Liste de départ

| N.      | Code | Équipe                |
| ------- | ---- | --------------------- |
| 1-8     | GCE  | Caisse d'Épargne      |
| 11-18   | SAX  | Team Saxo Bank        |
| 21-28   | QST  | Quick Step            |
| 31-38   | AST  | Astana                |
| 41-48   | THR  | Team HTC-Columbia     |
| 51-58   | LIQ  | Liquigas-Doimo        |
| 61-68   | CTT  | Cervélo TestTeam      |
| 71-78   | OLO  | Omega Pharma-Lotto    |
| 81-88   | FDJ  | La Française des Jeux |
| 91-98   | RAB  | Rabobank              |
| 101-108 | RSH  | Team RadioShack       |

| N.      | Code | Équipe                |
| ------- | ---- | --------------------- |
| 111-118 | ALM  | AG2R La Mondiale      |
| 121-128 | GRM  | Garmin-Transitions    |
| 131-138 | EUS  | Euskaltel-Euskadi     |
| 141-148 | LAM  | Lampre-Farnese Vini   |
| 151-158 | KAT  | Team Katusha          |
| 161-168 | BTL  | BBox Bouygues Telecom |
| 171-178 | SKY  | Team Sky              |
| 181-188 | COF  | Cofidis               |
| 191-198 | VAC  | Vacansoleil           |
| 201-208 | SAU  | Saur-Sojasun          |
| 211-218 | SKS  | Skil-Shimano          |

#### Équipes
Vingt-deux équipes participent à ce Paris-Nice, soit deux de plus que lors des trois éditions précédentes. La liste des équipes invitées a été annoncée le 28 janvier 2010. Elle comprend seize des dix-huit équipes ProTour et six équipes continentales professionnelles :
- équipes ProTour : AG2R La Mondiale, Astana, Caisse d'Épargne, Euskaltel-Euskadi, Garmin-Transitions, La Française des Jeux, Lampre-Farnese Vini, Liquigas-Doimo, Omega Pharma-Lotto, Quick Step, Rabobank, Team Sky, Team HTC-Columbia, Team Katusha, Team RadioShack, Team Saxo Bank
- équipes continentales professionnelles : BBox Bouygues Telecom, Cervélo TestTeam, Cofidis, Saur Sojasun, Skil-Shimano, Vacansoleil

Deux équipes ProTour ne sont donc pas invitées : Footon-Servetto et Team Milram. L'équipe Footon-Servetto succède à Fuji-Servetto, écartée de la sélection de Paris-Nice en 2009. L'équipe Milram a cependant reçu d'ASO l'assurance d'être invitée aux autres courses que celle-ci organise dont Paris-Roubaix, Liège-Bastogne-Liège, le Critérium du Dauphiné libéré et le Tour de France,. L'équipe BMC Racing, comprenant notamment le champion du monde Cadel Evans, n'a pas souhaité participer à ce Paris-Nice pour privilégier Tirreno-Adriatico.

#### Favoris
Luis León Sánchez (Caisse d'Épargne) longtemps incertain pour cette course défendra finalement son titre. Les autres favoris au départ de l'épreuve seront Alejandro Valverde (Caisse d'Épargne), Fränk Schleck (Team Saxo Bank), Alberto Contador (Astana), Joaquim Rodríguez (Team Katusha) et Levi Leipheimer (Team RadioShack).
Les principaux sprinteurs présents seront Juan José Haedo (Team Saxo Bank), André Greipel (Team HTC-Columbia), Francesco Chicchi (Liquigas), Heinrich Haussler (Cervélo TestTeam), Gert Steegmans (Team RadioShack), Danilo Napolitano (Team Katusha), Gregory Henderson (Team Sky), Romain Feillu (Vacansoleil), Samuel Dumoulin (Cofidis) et Jimmy Casper (Saur-Sojasun).

### Parcours
Après un prologue de 8 km (en 2009, c'était un contre-la-montre, car d'une distance supérieure à 8 km), les sprinteurs auront l'occasion de briller avec la 1re étape. Puis, ce sera au tour des baroudeurs et des puncheurs de se mettre en évidence dans le centre de la France. Les deuxième et troisième étapes arriveront en effet à Limoges et Aurillac, sur un terrain escarpé et potentiellement piégeux. La course devrait s'animer. Mais c'est lors de la 4e étape, avec son arrivée sur les hauteurs de Mende (comme lors du prochain Tour de France), que le classement général devrait commencer à se décanter. Les trois dernières étapes, dans l'arrière-pays ou le littoral méditerranéen, alternent les difficultés. L'étape-reine devrait être cette 6e étape (220 km), qui ne comprend pas moins de 8 ascensions répertoriées, dont le col de Vence (1re catégorie), puis la longue descente et la courte montée finale vers Tourrettes-sur-Loup. Enfin, le dimanche, la dernière étape habituelle, avec l'arrivée à Nice via le col de la Porte, la Turbie et le col d'Èze.

## Récit de la course

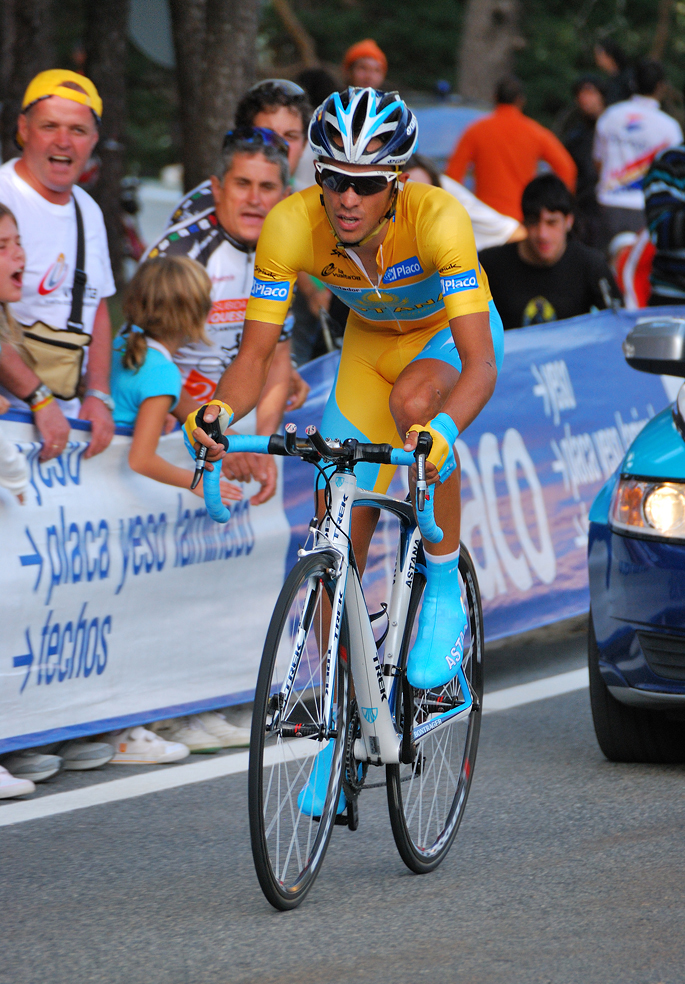
Alberto Contador, ici lors du Tour d'Espagne 2008, remporte son deuxième Paris-Nice, après celui de 2007

Le Néerlandais Lars Boom (Rabobank) remporte le prologue et s'empare du maillot jaune. Il le conserve le lendemain, à l'issue d'une étape marquée par une bordure provoquée par les coureurs de l'équipe Caisse d'Épargne. Cette première étape est remportée au sprint par le Néo-Zélandais Gregory Henderson (Team Sky).
William Bonnet (BBox Bouygues Telecom) s'adjuge au sprint la deuxième étape. Le lendemain, Jens Voigt (Team Saxo Bank) endosse le maillot jaune au terme d'une étape remportée par Peter Sagan (Liquigas-Doimo), jeune coureur de seulement 20 ans.
À Mende, Alberto Contador (Astana) remporte la quatrième étape en solitaire et s'empare de la tunique de leader. Il devance trois de ses compatriotes avec une dizaine de secondes d'avance. Lors de la cinquième étape, le maillot vert, le jeune slovaque Peter Sagan (Liquigas-Doimo) remporte sa deuxième victoire personnelle grâce à une accélération dans les deux derniers kilomètres.
L'Espagnol Xavier Tondo (Cervélo TestTeam) et le Français Amaël Moinard gagnent les deux dernières étapes à la suite d'échappées. Paris-Nice est remporté pour la deuxième fois par le coureur espagnol Alberto Contador. Il devance deux autres Espagnols, Alejandro Valverde et Luis León Sánchez, tous deux coureurs de la Caisse d'Épargne. Peter Sagan remporte le classement par points. Son coéquipier de Liquigas-Doimo Roman Kreuziger, quatrième, termine meilleur jeune. Amaël Moinard et AG2R La Mondiale remportent respectivement le classement des grimpeurs et le classement par équipes.
Luis León Sánchez prend la tête du Classement mondial UCI 2010.

## Parcours et résultats
| Étape     | Date    | Villes étapes                          | Distance | Vainqueur d’étape | Leader du classement général |
| --------- | ------- | -------------------------------------- | -------- | ----------------- | ---------------------------- |
| Prologue  | 7 mars  | Montfort-l'Amaury - Montfort-l'Amaury  | 8 (clm)  | Lars Boom         | Lars Boom                    |
| 1re étape | 8 mars  | Saint-Arnoult-en-Yvelines - Contres    | 201.5    | Gregory Henderson | Lars Boom                    |
| 2e étape  | 9 mars  | Contres - Limoges                      | 203.5    | William Bonnet    | Lars Boom                    |
| 3e étape  | 10 mars | Saint-Junien - Aurillac                | 155      | Peter Sagan       | Jens Voigt                   |
| 4e étape  | 11 mars | Maurs - Mende                          | 172      | Alberto Contador  | Alberto Contador             |
| 5e étape  | 12 mars | Pernes-les-Fontaines - Aix-en-Provence | 153.5    | Peter Sagan       | Alberto Contador             |
| 6e étape  | 13 mars | Peynier - Tourrettes-sur-Loup          | 220      | Xavier Tondo      | Alberto Contador             |
| 7e étape  | 14 mars | Nice - Nice                            | 119      | Amaël Moinard     | Alberto Contador             |

## Classements finals

### Classement général
|    | Cycliste               | Pays      | Équipe             |    | Temps            |
| -- | ---------------------- | --------- | ------------------ | -- | ---------------- |
| 1  | Alberto Contador       | Espagne   | Astana             | en | 28 h 35 min 35 s |
|    | Alejandro Valverde     | Espagne   | Caisse d'Épargne   |    | 11 s             |
| 2  | Luis León Sánchez      | Espagne   | Caisse d'Épargne   | +  | 25 s             |
| 3  | Roman Kreuziger        | Tchéquie  | Liquigas-Doimo     |    | 26 s             |
| 4  | Samuel Sánchez         | Espagne   | Euskaltel-Euskadi  |    | 30 s             |
| 5  | Jens Voigt             | Allemagne | Team Saxo Bank     |    | 35 s             |
| 6  | Joaquim Rodríguez      | Espagne   | Team Katusha       |    | 37 s             |
| 7  | Rein Taaramäe          | Estonie   | Cofidis            |    | 1 min 07 s       |
| 8  | Jean-Christophe Péraud | France    | Omega Pharma-Lotto |    | 1 min 16 s       |
| 9  | Jérôme Coppel          | France    | Saur-Sojasun       |    | 1 min 17 s       |
| 10 | Nicolas Roche          | Irlande   | AG2R La Mondiale   |    | 1 min 23 s       |

### Classements annexes
|   | Cycliste         | Équipe         | Points |
| - | ---------------- | -------------- | ------ |
| 1 | Peter Sagan      | Liquigas-Doimo | 112    |
| 2 | Jens Voigt       | Team Saxo Bank | 104    |
| 3 | Alberto Contador | Astana         | 89     |

|   | Cycliste         | Équipe                | Points |
| - | ---------------- | --------------------- | ------ |
| 1 | Amaël Moinard    | Cofidis               | 75     |
| 2 | Thomas Voeckler  | BBox Bouygues Telecom | 29     |
| 3 | Alberto Contador | Astana                | 24     |

|   | Cycliste        | Équipe         | Temps               |
| - | --------------- | -------------- | ------------------- |
| 1 | Roman Kreuziger | Liquigas-Doimo | en 28 h 36 min 01 s |
| 2 | Rein Taaramäe   | Cofidis        | + 41 s              |
| 3 | Jérôme Coppel   | Saur-Sojasun   | + 51 s              |

|   | Équipe           | Pays       | Temps               |
| - | ---------------- | ---------- | ------------------- |
| 1 | AG2R La Mondiale | France     | en 85 h 53 min 50 s |
| 2 | Cofidis          | France     | + 14 s              |
| 3 | Team RadioShack  | États-Unis | + 1 min 01 s        |

## Résultats des étapes

### Prologue

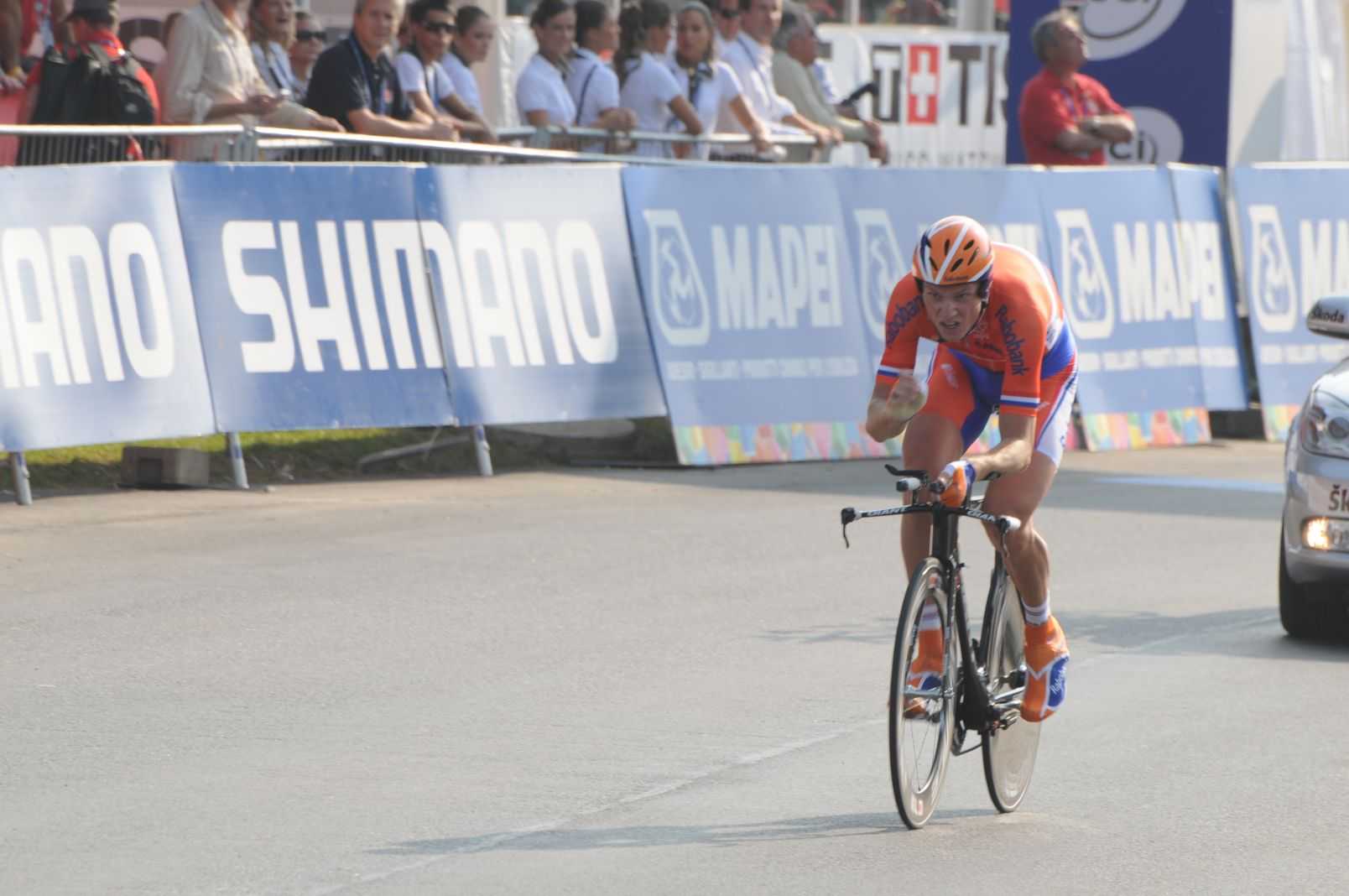
Lars Boom, le vainqueur surprise du prologue.

Sur les 8 km du parcours, les coureurs doivent grimper une côte de 3e catégorie, la côte de Boursouffle (0,6 km à 6 %).
Lars Boom (Rabobank) s'impose en 10 minutes et 56 secondes et s'empare du maillot de leader. Il prend également la tête des classements par points, du meilleur grimpeur (grâce à sa première place lors du chrono intermédiaire, au sommet de la Côte de Boursouffle) et du meilleur jeune.
|    | Coureur           | Pays        | Équipe             |    | Temps       |
| -- | ----------------- | ----------- | ------------------ | -- | ----------- |
| 1  | Lars Boom         | Pays-Bas    | Rabobank           | en | 10 min 56 s |
| 2  | Jens Voigt        | Allemagne   | Team Saxo Bank     | +  | 3 s         |
| 3  | Levi Leipheimer   | États-Unis  | Team RadioShack    |    | 6 s         |
| 4  | Alberto Contador  | Espagne     | Astana             |    | 6 s         |
| 5  | Peter Sagan       | Slovaquie   | Liquigas-Doimo     |    | 10 s        |
| 6  | Xavier Tondo      | Espagne     | Cervélo TestTeam   |    | 10 s        |
| 7  | David Millar      | Royaume-Uni | Garmin-Transitions |    | 11 s        |
| 8  | Luis León Sánchez | Espagne     | Caisse d'Épargne   |    | 12 s        |
| 9  | Roman Kreuziger   | Tchéquie    | Liquigas-Doimo     |    | 13 s        |
| 10 | Samuel Sánchez    | Espagne     | Euskaltel-Euskadi  |    | 15 s        |

|    | Coureur           | Pays        | Équipe             |    | Temps       |
| -- | ----------------- | ----------- | ------------------ | -- | ----------- |
| 1  | Lars Boom         | Pays-Bas    | Rabobank           | en | 10 min 56 s |
| 2  | Jens Voigt        | Allemagne   | Team Saxo Bank     | +  | 3 s         |
| 3  | Levi Leipheimer   | États-Unis  | Team RadioShack    |    | 6 s         |
| 4  | Alberto Contador  | Espagne     | Astana             |    | 6 s         |
| 5  | Peter Sagan       | Slovaquie   | Liquigas-Doimo     |    | 10 s        |
| 6  | Xavier Tondo      | Espagne     | Cervélo TestTeam   |    | 10 s        |
| 7  | David Millar      | Royaume-Uni | Garmin-Transitions |    | 11 s        |
| 8  | Luis León Sánchez | Espagne     | Caisse d'Épargne   |    | 12 s        |
| 9  | Roman Kreuziger   | Tchéquie    | Liquigas-Doimo     |    | 13 s        |
| 10 | Samuel Sánchez    | Espagne     | Euskaltel-Euskadi  |    | 15 s        |

### 1reétape
Cette étape est toute plate, avec ses deux sprints intermédiaires (aux kilomètres 66 et 145). L'arrivée est jugée à Contres, après 201,5 km de course depuis Saint-Arnoult-en-Yvelines, à travers les Yvelines, l'Eure-et-Loir, le Loiret et le Loir-et-Cher.
Au km 3, Romain Feillu (Vacansoleil) attaque. Albert Timmer (Skil-Shimano) le rejoint rapidement pour former l'échappée du jour. Ils prennent jusqu'à 6 min 20 s d'avance, au km 32. Le peloton va alors enclencher la poursuite, qui ne démarre réellement qu'au km 53, sous l'impulsion des Rabobank. L'effet escompté est vite obtenu, puisqu'au 1er sprint intermédiaire, où le maillot jaune Lars Boom (Rabobank) prend la 3e place (et 1" de bonification), l'écart n'est plus que de 2 min 35 s. Lors du 2e sprint intermédiaire, Lars Boom prend à nouveau la 3e place et 1" de bonification. Les hommes de tête sont repris 4 km plus loin.
Une fois la jonction effectuée, Philippe Gilbert (Omega Pharma-Lotto) et Tom Veelers (Skil-Shimano) s'extirpent du peloton à 41 km de l'arrivée, mais ne parviennent pas à créer un écart suffisant et sont repris à 16 km du but. Avant le passage de la Loire, le peloton est perturbé par plusieurs chutes, impliquant notamment Levi Leipheimer (Team RadioShack), Samuel Sánchez (Euskaltel-Euskadi) et Damiano Cunego (Lampre-Farnese Vini).
Dans le final, les coureurs de l'équipe Caisse d'Épargne montrent leurs ambitions et provoquent une bordure à 16 kilomètres de l’arrivée. Dix-sept coureurs figurent dans le groupe de tête, qui comprend Luis León Sánchez, José Vicente García Acosta, José Iván Gutiérrez, Alejandro Valverde (Caisse d'Épargne), Tony Martin (Team HTC-Columbia), Roman Kreuziger (Liquigas-Doimo), Lars Boom (Rabobank), Jens Voigt (Team Saxo Bank), Nicolas Roche (AG2R La Mondiale), David Millar (Garmin-Transitions), Grega Bole (Lampre-Farnese Vini), Sergueï Ivanov, Alexandr Kolobnev (Team Katusha), Gregory Henderson (Team Sky), Marco Marcato (Vacansoleil), Jérémie Galland et Cyril Lemoine (Saur-Sojasun). À 5 kilomètres de la ligne d'arrivée, les coureurs piégés ont un retard de 25 secondes sur le groupe de tête. Ils ne parviennent finalement pas à effectuer la jonction. Les 17 hommes de tête vont alors se disputer la victoire. Sous la flamme rouge, Serguei Ivanov attaque, suivi par Tony Martin. Tous deux sont rattrapés par le reste du groupe, qui s'apprête à disputer le sprint final. Gregory Henderson (Team Sky) s'impose à Contres, devançant Grega Bole (Lampre-Farnese Vini) et Jérémie Galland (Saur-Sojasun). Lars Boom (Rabobank) conserve la tête du classement général. Levi Leipheimer (Team RadioShack) et Alberto Contador (Astana) sont désormais à 25 secondes de celui-ci. Contador, qui chute à 3 km de la ligne, parvient à regagner le peloton avant l'arrivée, mais souffre de douleurs à la jambe gauche.
|   | Coureur            | Pays             | Équipe              |    | Temps           |
| - | ------------------ | ---------------- | ------------------- | -- | --------------- |
| 1 | Gregory Henderson  | Nouvelle-Zélande | Team Sky            | en | 4 h 22 min 17 s |
| 2 | Grega Bole         | Slovénie         | Lampre-Farnese Vini | +  | m.t.            |
| 3 | Jérémie Galland    | France           | Saur-Sojasun        |    | m.t.            |
| 4 | Alexandr Kolobnev  | Russie           | Team Katusha        |    | m.t.            |
|   | Alejandro Valverde | Espagne          | Caisse d'Épargne    |    | m.t.            |
| 5 | Nicolas Roche      | Irlande          | AG2R La Mondiale    |    | m.t.            |
| 6 | Jens Voigt         | Allemagne        | Team Saxo Bank      |    | m.t.            |
| 7 | Marco Marcato      | Italie           | Vacansoleil         |    | m.t.            |
| 8 | Tony Martin        | Allemagne        | Team HTC-Columbia   |    | m.t.            |
| 9 | Roman Kreuziger    | Tchéquie         | Liquigas-Doimo      |    | m.t.            |

|    | Coureur           | Pays             | Équipe             |    | Temps           |
| -- | ----------------- | ---------------- | ------------------ | -- | --------------- |
| 1  | Lars Boom         | Pays-Bas         | Rabobank           | en | 4 h 33 min 11 s |
| 2  | Jens Voigt        | Allemagne        | Team Saxo Bank     | +  | 5 s             |
| 3  | David Millar      | Royaume-Uni      | Garmin-Transitions |    | 13 s            |
| 4  | Luis León Sánchez | Espagne          | Caisse d'Épargne   |    | 14 s            |
| 5  | Roman Kreuziger   | Tchéquie         | Liquigas-Doimo     |    | 15 s            |
| 6  | Gregory Henderson | Nouvelle-Zélande | Team Sky           |    | 20 s            |
| 7  | Levi Leipheimer   | États-Unis       | Team RadioShack    |    | 25 s            |
| 8  | Alberto Contador  | Espagne          | Astana             |    | 25 s            |
| 9  | Peter Sagan       | Slovaquie        | Liquigas-Doimo     |    | 29 s            |
| 10 | Xavier Tondo      | Espagne          | Cervélo TestTeam   |    | 29 s            |

### 2eétape
La Côte de Saint-Aignan, classée en 3e catégorie, (2,0 km de montée à 3 %) est placée au km 15. Les coureurs disputeront ensuite un sprint intermédiaire au km 92,5 et pourront se ravitailler au km 95,5. Le parcours va se corser à partir du km 113. En effet, le parcours va alors emprunter de longs faux plats montants, puis va légèrement descendre jusqu'au km 143,5. Les coureurs vont alors enchaîner de courtes montées avec des portions descendantes. Ils escaladeront notamment 2 côtes de 3e catégorie, la Côte de Maison Neuve (1,1 km à 6,1 %) et la Côte de Nieul (2,8 km à 3,9 %), dont les sommets sont situés respectivement aux km 156 et 190. Un sprint intermédiaire est placé au km 164. L'arrivée est jugée sur le boulevard Beaublanc, où Franco Pellizotti s’était illustré en 2007, à Limoges, après 201 km de course depuis Contres, à travers le Loir-et-Cher, l'Indre-et-Loire, l'Indre, la Vienne et la Haute-Vienne.
Koen de Kort (Skil-Shimano) attaque au km 4. Il est suivi par Mauro Finetto (Liquigas-Doimo), Jens Mouris (Vacansoleil) et Laurent Mangel (Saur-Sojasun). Mangel, déjà crédité d'un point, est intéressé par le maillot à pois. Il prend la première place au sommet de la côte de Saint-Aignan, que le groupe atteint avec 2 minutes et 36 secondes d'avance sur le peloton. L'écart maximal est de 4 minutes et 15 secondes, avant que les Rabobank jugent nécessaire d'enclencher la poursuite.
L'écart va alors osciller entre 3 et 4 minutes. Les Team HTC-Columbia d'André Greipel prennent les commandes du peloton après environ 140 km de course. L'avance des hommes de tête n'est plus que de 1 minute et 30 secondes au km 150. Laurent Mangel prend quatre points supplémentaires au sommet de la côte de Maison Neuve. La situation se dégrade pour les échappés, qui n'ont plus que 35 secondes d'avance à 30 km de l'arrivée. Dix kilomètres plus loin, Mangel tente sa chance seul, mais ne parvient pas à maintenir un écart supérieur à 15 secondes. Il réintègre finalement le peloton au km 183. Il prend cependant la deuxième place au sommet de la côte de Nieul, derrière Cyril Gautier (BBox Bouygues Telecom), auteur d'une tentative d'échappée dans l'ascension. Il compte une quinzaine de secondes d’avance à 8 km de la ligne, mais est repris à 4 km du but par le peloton emmené par les Saur-Sojasun.
Dans le dernier kilomètre, une chute collective, impliquant notamment Jimmy Casper (Saur-Sojasun) et Tony Martin (Team HTC-Columbia), change la donne. Dans ce contexte particulier, William Bonnet (BBox Bouygues Telecom) se montre le plus rapide et remporte sa première victoire sur Paris-Nice, devançant Peter Sagan (Liquigas-Doimo). Luis León Sánchez (Caisse d'Épargne), qui a également évité la chute, prend la troisième place et les quatre secondes de bonifications. Il s'empare également du maillot vert et de la troisième place au classement général, derrière Lars Boom (Rabobank), maillot jaune et maillot blanc depuis le prologue, et Jens Voigt (Team Saxo Bank), deuxième. Laurent Mangel (Saur-Sojasun) prend le maillot à pois.
|    | Coureur           | Pays      | Équipe                |    | Temps           |
| -- | ----------------- | --------- | --------------------- | -- | --------------- |
| 1  | William Bonnet    | France    | BBox Bouygues Telecom | en | 4 h 22 min 40 s |
| 2  | Peter Sagan       | Slovaquie | Liquigas-Doimo        | +  | m.t.            |
| 3  | Luis León Sánchez | Espagne   | Caisse d'Épargne      |    | m.t.            |
| 4  | Mirco Lorenzetto  | Italie    | Lampre-Farnese Vini   |    | m.t.            |
| 5  | Juan José Haedo   | Argentine | Team Saxo Bank        |    | m.t.            |
| 6  | Samuel Dumoulin   | France    | Cofidis               |    | m.t.            |
| 7  | Tom Veelers       | Pays-Bas  | Skil-Shimano          |    | m.t.            |
| 8  | Eduard Vorganov   | Russie    | Team Katusha          |    | m.t.            |
| 9  | Borut Božič       | Slovénie  | Vacansoleil           |    | m.t.            |
| 10 | Francesco Chicchi | Italie    | Liquigas-Doimo        |    | m.t.            |

|    | Coureur           | Pays             | Équipe             |    | Temps           |
| -- | ----------------- | ---------------- | ------------------ | -- | --------------- |
| 1  | Lars Boom         | Pays-Bas         | Rabobank           | en | 8 h 55 min 51 s |
| 2  | Jens Voigt        | Allemagne        | Team Saxo Bank     | +  | 5 s             |
| 3  | Luis León Sánchez | Espagne          | Caisse d'Épargne   |    | 10 s            |
| 4  | David Millar      | Royaume-Uni      | Garmin-Transitions |    | 13 s            |
| 5  | Roman Kreuziger   | Tchéquie         | Liquigas-Doimo     |    | 15 s            |
| 6  | Gregory Henderson | Nouvelle-Zélande | Team Sky           |    | 20 s            |
| 7  | Peter Sagan       | Slovaquie        | Liquigas-Doimo     |    | 23 s            |
| 8  | Levi Leipheimer   | États-Unis       | Team RadioShack    |    | 25 s            |
| 9  | Alberto Contador  | Espagne          | Astana             |    | 25 s            |
| 10 | Xavier Tondo      | Espagne          | Cervélo TestTeam   |    | 29 s            |

### 3eétape
Les premiers kilomètres sont plats. Le sommet de la Côte des Cars (2,4 km à 5,9 %), classée en 3e catégorie, est situé au km 31,5. Après une descente plutôt longue, le parcours est relativement plat jusqu'au km 119, avec cependant deux côtes de 3e catégorie, la Côte de la Croix de Teulet (3,5 km à 3,9 %) et la Côte de la Grande Renaudie (1,7 km à 4,6 %), aux km 50,5 et 70, ainsi qu'un sprint intermédiaire au km 64,5 et la zone de ravitaillement (km 98,5). Les coureurs enchaînent avec une descente seche, puis avec la Côte de Sainte Fortunade (5,3 km à 4,5 %), classée en 2e catégorie, dont le sommet est au km 128. L'ascension continue ensuite légèrement, puis le parcours emprunte une longue descente. Après une quinzaine de kilomètres de plat, le parcours présente une ascension de 2e catégorie, la Côte de Sexcles (4,8 km à 6,4 %), dont le sommet est situé au km 165. L'ascension continue légèrement, puis le parcours n'emprunte pas la descente de cette côte, mais est plutôt plat, mais avec un sprint intermédiaire (km 179) et surtout un « mur » de deuxième catégorie, la Côte de la Martinie (1,1 km de montée à 7,2 %), dont le sommet est placé au km 205.
L'arrivée est jugée à Aurillac, après 208 km de course depuis Saint-Junien, à travers la Haute-Vienne, la Corrèze et le Cantal.
En raison d'importantes chutes de neiges rendant impraticable le début du parcours, le départ a été décalé de 53 km. Le premier sprint intermédiaire a également été supprimé, la direction de course le jugeant trop proche du nouveau point de départ.
Dans les premiers kilomètres, les nombreuses tentatives d'échappées sont condamnées systématiquement par le peloton. Yann Huguet (Skil-Shimano) parvient néanmoins à s'extirper du peloton au km 31. Il est suivi par Nikolas Maes (Quick Step) et Jürgen Roelandts (Omega Pharma-Lotto). L'avance maximale de 7 minutes est obtenue au pied de la côte de Sainte-Fortunade. Huguet passe en tête des côtes de la Croix de Teulet et de la Grande Renaudie. Laurent Mangel (Saur-Sojasun) parvient cependant à prendre suffisamment de points pour conserver la tête du classement de la montagne.
Les coureurs de l'équipe Caisse d'Épargne décident de prendre en charge la poursuite. Les échappés n'ont plus qu'une minute et 5 secondes d'avance au sprint intermédiaire. Yann Huguet attaque. Jurgen Roelandts parvient à suivre. En revanche, Nikolas Maes est irrémédiablement lâché. À 15 km de la ligne le duo possède encore une minute et 15 secondes d'avance. Ils sont repris dans la côte de la Martinie.
Au plus fort de la pente, Nicolas Roche (AG2R La Mondiale) place une accélération, et prend la première place au sommet. Dans la descente, il est rejoint par Alberto Contador (Astana), Peter Sagan (Liquigas-Doimo), Tony Martin (Team HTC-Columbia), Joaquim Rodríguez (Team Katusha) et Jens Voigt (Team Saxo Bank). Sous la flamme rouge, Peter Sagan parvient à devancer le groupe pour aller chercher sa première victoire sur la course au soleil, en même temps que la deuxième place du classement général. Il prend également la tête des classements par points et du meilleur jeune. Quatrième ce jour, Jens Voigt endosse quant à lui le maillot jaune.
|    | Coureur           | Pays      | Équipe              |    | Temps           |
| -- | ----------------- | --------- | ------------------- | -- | --------------- |
| 1  | Peter Sagan       | Slovaquie | Liquigas-Doimo      | en | 3 h 44 min 28 s |
| 2  | Joaquim Rodríguez | Espagne   | Team Katusha        | +  | m.t.            |
| 3  | Nicolas Roche     | Irlande   | AG2R La Mondiale    |    | m.t.            |
| 4  | Jens Voigt        | Allemagne | Team Saxo Bank      |    | 2 s             |
| 5  | Tony Martin       | Allemagne | Team HTC-Columbia   |    | m.t.            |
| 6  | Alberto Contador  | Espagne   | Astana              |    | m.t.            |
| 7  | Mirco Lorenzetto  | Italie    | Lampre-Farnese Vini |    | 6 s             |
| 8  | Samuel Dumoulin   | France    | Cofidis             |    | m.t.            |
| 9  | Xavier Florencio  | Espagne   | Cervélo TestTeam    |    | m.t.            |
| 10 | Marco Marcato     | Italie    | Vacansoleil         |    | m.t.            |

|    | Coureur           | Pays        | Équipe             |    | Temps            |
| -- | ----------------- | ----------- | ------------------ | -- | ---------------- |
| 1  | Jens Voigt        | Allemagne   | Team Saxo Bank     | en | 12 h 40 min 26 s |
| 2  | Peter Sagan       | Slovaquie   | Liquigas-Doimo     | +  | 6 s              |
| 3  | Luis León Sánchez | Espagne     | Caisse d'Épargne   |    | 9 s              |
| 4  | David Millar      | Royaume-Uni | Garmin-Transitions |    | 12 s             |
| 5  | Roman Kreuziger   | Tchéquie    | Liquigas-Doimo     |    | 14 s             |
| 6  | Lars Boom         | Pays-Bas    | Rabobank           |    | 20 s             |
| 7  | Alberto Contador  | Espagne     | Astana             |    | 20 s             |
| 8  | Levi Leipheimer   | États-Unis  | Team RadioShack    |    | 24 s             |
| 9  | Joaquim Rodríguez | Espagne     | Team Katusha       |    | 28 s             |
| 10 | Xavier Tondo      | Espagne     | Cervélo TestTeam   |    | 28 s             |

### 4eétape

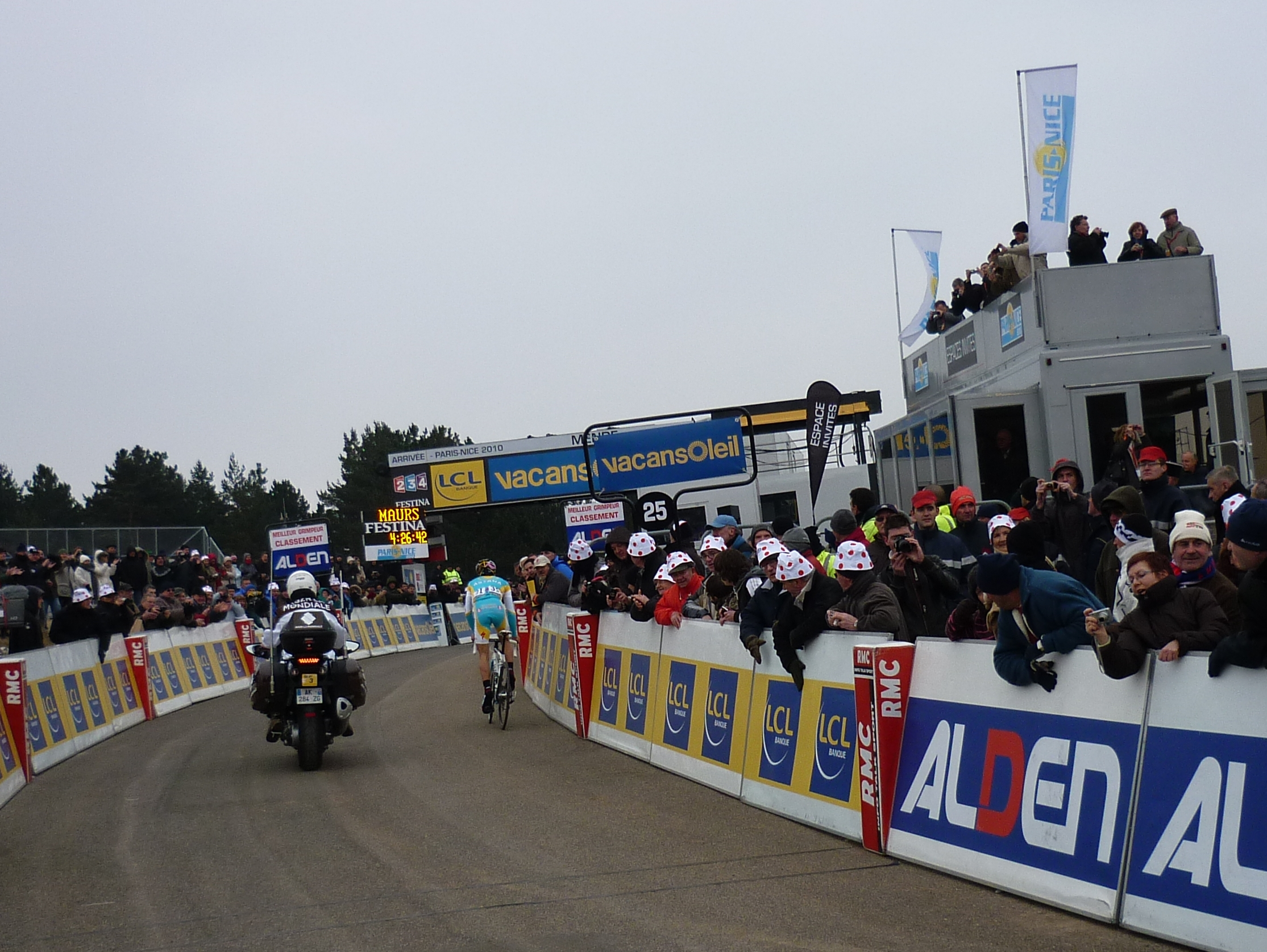
Contador s'envole vers la victoire sur les hauteurs de Mende

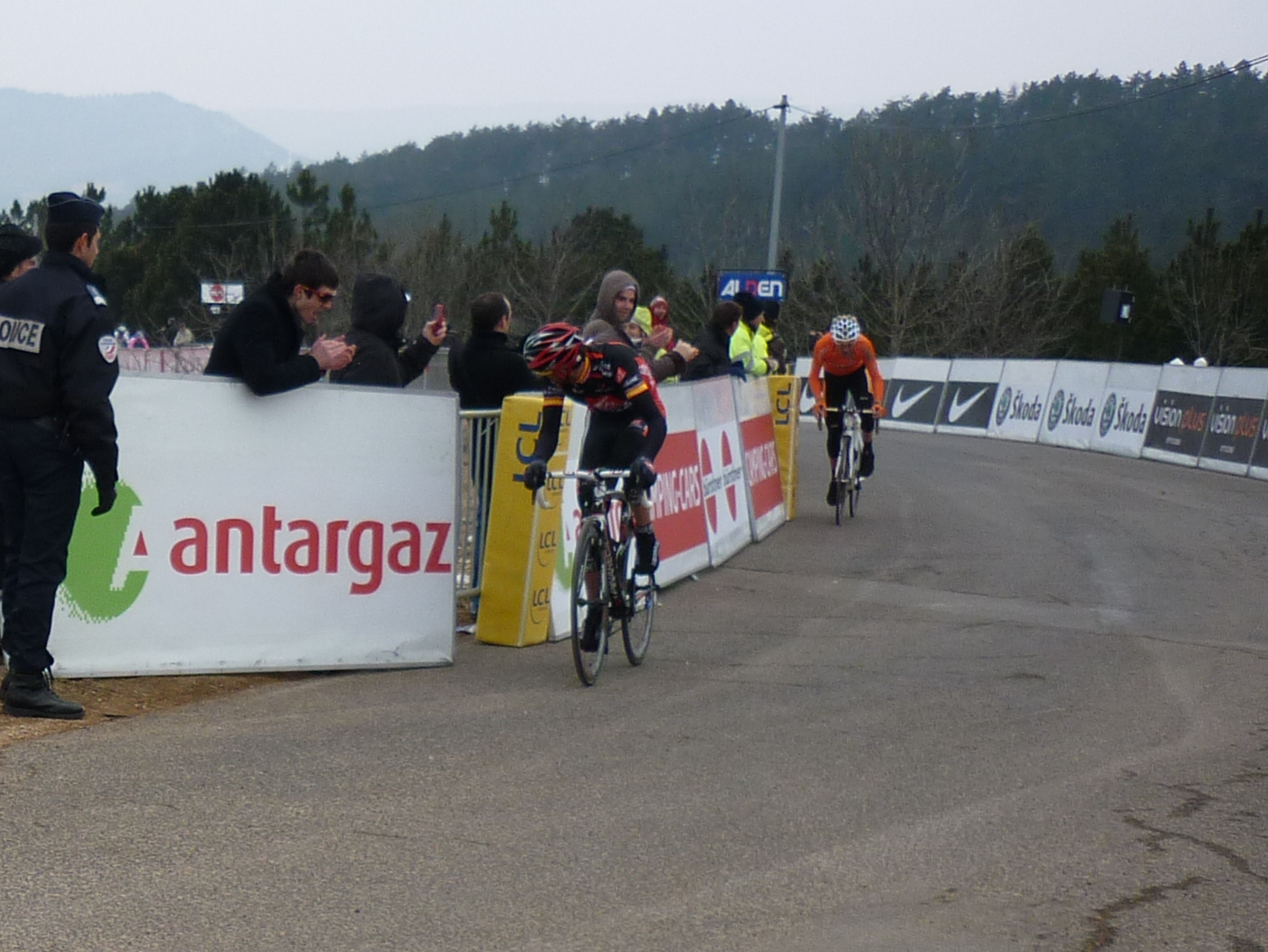
A. Valverde (deuxième) et S. Sanchez (troisième) à 25 mètres de l'arrivée

Le début de cette étape est plutôt vallonné, avec notamment la côte de Montsalvy, classée en 2e catégorie (4,2 km à 6 %), dont le sommet est au kilomètre 38,5. Après la descente, s'ensuivent une trentaine de kilomètres de plat, jusqu'à la zone de ravitaillement (kilomètre 84,5). Ensuite, les coureurs enchaînent deux ascensions de 3e catégorie : la côte de Lassouts (7,5 km à 3,6 %) et la côte de la Crouzette (3,9 km à 3,6 %), dont les sommets sont situés respectivement aux kilomètres 94,5 et 112. Entre les deux, un sprint intermédiaire est disputé au kilomètre 104,5. Après cela, un peu plus d'une cinquantaine de kilomètres en faux plat montant. Dans le final de cette étape, les coureurs enchaînent une ascension de 2e catégorie, la côte de Chabrits (2,4 km à 6,8 %), dont le sommet est situé au kilomètre 167,5, un sprint intermédiaire au kilomètre 168,5 et la montée finale, la Croix Neuve (3,0 km à 10,7 %), classée en 1re catégorie, sur les hauteurs de Mende.
L'arrivée est jugée à Mende, après 172 km de course depuis Maurs, à travers le Cantal, l'Aveyron et la Lozère.
Après plusieurs tentatives infructueuses d'Albert Timmer (Skil-Shimano), Jérôme Pineau (Quick Step) parvient à s'extirper du peloton au km 10. Il est rejoint au km 12 par Julien Loubet (AG2R La Mondiale), Mikel Nieve (Euskaltel-Euskadi), Amaël Moinard (Cofidis), Marco Marcato (Vacansoleil), Jean-Marc Marino (Saur-Sojasun) et Albert Timmer (Skil-Shimano). Les hommes de tête parviennent à prendre jusqu'à 5 minutes et 20 secondes d'avance sur le peloton au km 50.
Les coureurs du Team Saxo Bank maintiennent un écart compris entre 3 et 4 minutes. La situation se détériore pour les échappés avec l'entrée des Astana dans la poursuite, à la mi-course. Les hommes de tête n'ont d'ailleurs plus qu'une minute et 30 secondes d'avance sous la banderole des 20 km. Ils sont finalement repris à onze kilomètres du but. Pierre Rolland (BBox Bouygues Telecom) attaque deux kilomètres plus loin. Il est repris à 600 mètres du sommet de la côte de Chabrits. Brice Feillu (Vacansoleil) contre à ce moment. Il est rejoint juste avant le sommet, qu'il franchit néanmoins à la première place.
Les équipes des principaux favoris se préparent alors l’explication finale, qui devrait avoir lieu dans la Croix Neuve. À deux kilomètres de l’arrivée, Christophe Le Mével (La Française des Jeux) attaque. Alberto Contador (Astana) attaque à son tour à 1,6 km de la ligne d'arrivée et distance ses adversaires. Il remporte l'étape et s'empare du maillot jaune, avec 25 secondes d’avance sur Alejandro Valverde (Caisse d'Épargne) et 28 sur Roman Kreuziger (Liquigas-Doimo), qui prend le maillot blanc. Peter Sagan (Liquigas-Doimo) et Laurent Mangel (Saur-Sojasun) conservent respectivement la tête du classement par point et du classement du meilleur grimpeur. La Caisse d'Épargne, qui a placé Alejandro Valverde et Luis León Sánchez parmi les dix premiers de l'étape et David López García à la 22e place prend la tête du classement par équipes.
|   | Coureur             | Pays     | Équipe                |    | Temps           |
| - | ------------------- | -------- | --------------------- | -- | --------------- |
| 1 | Alberto Contador    | Espagne  | Astana                | en | 4 h 26 min 47 s |
|   | Alejandro Valverde  | Espagne  | Caisse d'Épargne      |    | 10 s            |
| 2 | Samuel Sánchez      | Espagne  | Euskaltel-Euskadi     | +  | 10 s            |
| 3 | Joaquim Rodríguez   | Espagne  | Team Katusha          |    | 18 s            |
| 4 | Thomas Voeckler     | France   | BBox Bouygues Telecom |    | 20 s            |
| 5 | Damiano Cunego      | Italie   | Lampre-Farnese Vini   |    | 21 s            |
| 6 | Roman Kreuziger     | Tchéquie | Liquigas-Doimo        |    | 21 s            |
| 7 | Christophe Le Mével | France   | La Française des Jeux |    | 29 s            |
| 8 | Luis León Sánchez   | Espagne  | Caisse d'Épargne      |    | 29 s            |
| 9 | Rein Taaramäe       | Estonie  | Cofidis               |    | 31 s            |

|   | Coureur            | Pays        | Équipe             |    | Temps            |
| - | ------------------ | ----------- | ------------------ | -- | ---------------- |
| 1 | Alberto Contador   | Espagne     | Astana             | en | 17 h 07 min 23 s |
|   | Alejandro Valverde | Espagne     | Caisse d'Épargne   |    | 24 s             |
| 2 | Roman Kreuziger    | Tchéquie    | Liquigas-Doimo     | +  | 25 s             |
| 3 | Luis León Sánchez  | Espagne     | Caisse d'Épargne   |    | 28 s             |
| 4 | Samuel Sánchez     | Espagne     | Euskaltel-Euskadi  |    | 29 s             |
| 5 | Jens Voigt         | Allemagne   | Team Saxo Bank     |    | 34 s             |
| 6 | Joaquim Rodríguez  | Espagne     | Team Katusha       |    | 36 s             |
| 7 | Peter Sagan        | Slovaquie   | Liquigas-Doimo     |    | 54 s             |
| 8 | David Millar       | Royaume-Uni | Garmin-Transitions |    | 1 min 03 s       |
| 9 | Rein Taaramäe      | Estonie     | Cofidis            |    | 1 min 06 s       |

### 5eétape

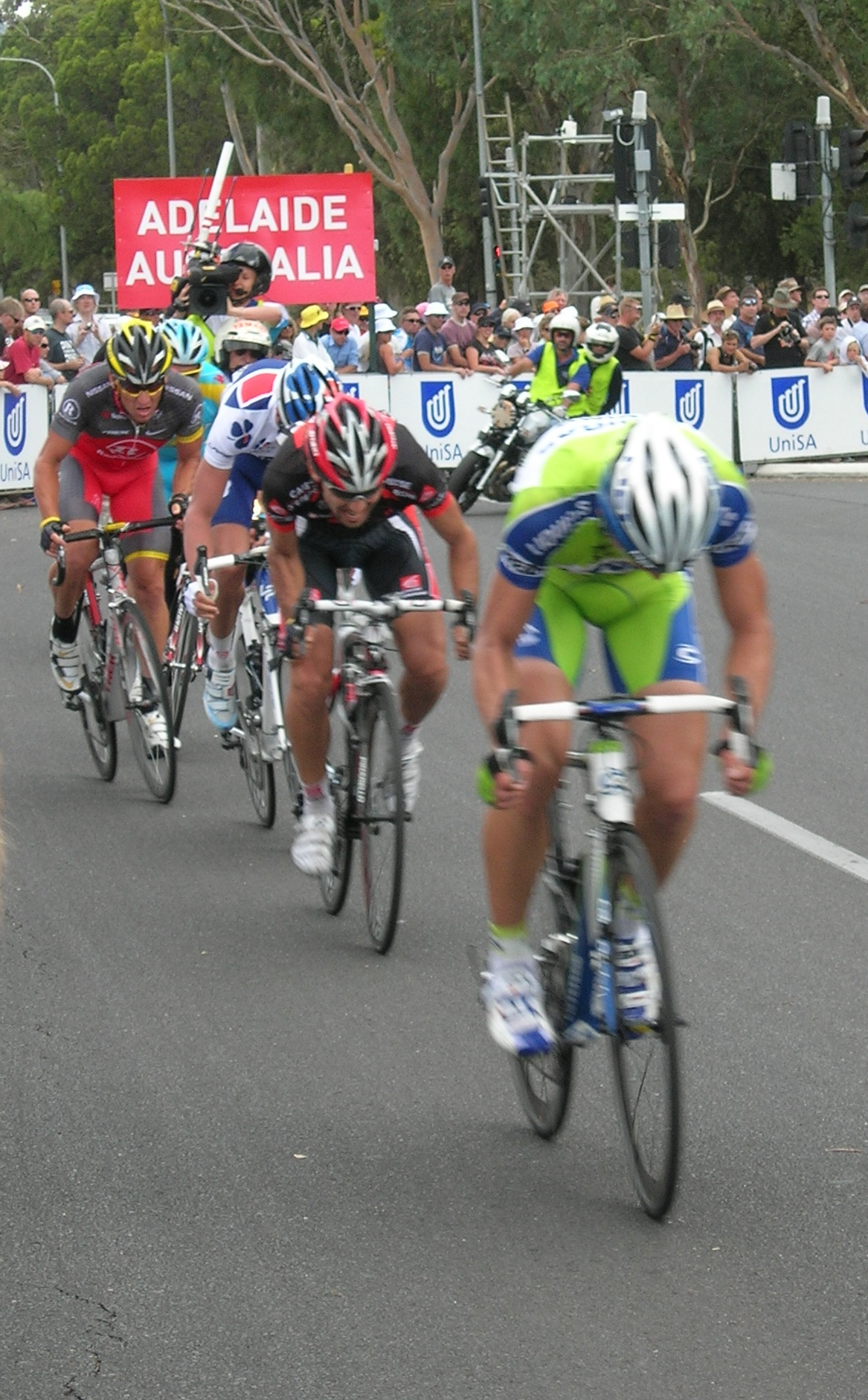
Peter Sagan, vainqueur de l'étape (ici au premier plan, lors du Tour Down Under 2010)

Après un début plutôt vallonné, les choses sérieuses vont commencer avec Col de Murs (10,5 km à 4,3 %), classé en 2e catégorie, dont le sommet est situé au km 40. S'ensuivront une longue descente, deux sprints intermédiaire (km 94,5 et 110,5), la zone de ravitaillement (km 95) et plusieurs ascensions. Parmi ces ascensions, trois seront répertoriées, toutes en 3e catégorie : la Côte de Lacoste (2,6 km 3,8 %), la Côte de Bonnieux (2,6 km à 4,2 %) et la Côte de Saint-Canadet (4,8 km à 3,9 %), dont les sommets sont respectivement situés aux km 75,5, 84,5 et 127. L'arrivée est jugée à Aix-en-Provence, après 157 km de course depuis Pernes-les-Fontaines, à travers le Vaucluse, et les Bouches-du-Rhône.
En début d'étape, de nombreux coureurs tentent de s'échapper, en vain. C'est le cas notamment de Sylvain Chavanel (Quick Step), qui attaque dans l'ascension vers le col de Murs. Dimitri Champion (AG2R La Mondiale) accélère dans la deuxième partie de la montée. Son initiative lui permet de prendre la première place au sommet, une dizaine de secondes d’avance sur Amaël Moinard (Cofidis). Il est finalement repris au km 55. Maxime Bouet (AG2R La Mondiale) attaque au km 59, mais se fait reprendre au km 71,5. Pierrick Fédrigo (BBox Bouygues Telecom) va alors s'échapper, mais ne passe que 14 kilomètres en tête.
Leonardo Duque (Cofidis) attaque au km 97. Il ne parvient pas à créer un écart important et se fait rejoindre par un groupe de 10 coureurs, duquel s'extraient Sylvain Calzati (Team Sky), Carlos Barredo (Quick Step) et Volodymyr Gustov (Cervélo TestTeam). Accompagné un temps par Rein Taaramäe (Cofidis), le trio compte à 25 km de l'arrivée 33 secondes d'avance sur un peloton emmené par les Liquigas-Doimo. Trois kilomètres plus loin, c'est une bordure initiée par les AG2R La Mondiale qui a raison des hommes de tête. Le groupe des coureurs piégés par la bordure, mené par les BBox Bouygues Telecom, compte 1 minute 30 secondes de retard à 3 kilomètres de la ligne d'arrivée.
Dans le groupe de tête, composé d'une cinquantaine de coureurs, on se prépare au sprint final. Christophe Le Mével (La Française des Jeux) attaque à deux kilomètres de l'arrivée et est aussitôt contré par Peter Sagan (Liquigas-Doimo). Celui-ci garde une cinquantaine de mètres d'avance sous la Flamme rouge sur le reste du groupe. Il résiste jusqu’au bout au retour des sprinteurs et signe une  deuxième victoire sur ce Paris-Nice, et se rapproche à 42 secondes d'Alberto Contador (Astana), toujours maillot jaune, et conforte son maillot vert. Amaël Moinard (Cofidis) s'empare du maillot à pois.
|   | Coureur            | Pays      | Équipe                |    | Temps           |
| - | ------------------ | --------- | --------------------- | -- | --------------- |
| 1 | Peter Sagan        | Slovaquie | Liquigas-Doimo        | en | 3 h 34 min 15 s |
| 2 | Mirco Lorenzetto   | Italie    | Lampre-Farnese Vini   | +  | 2 s             |
|   | Alejandro Valverde | Espagne   | Caisse d'Épargne      |    | 2 s             |
| 3 | Matthieu Ladagnous | France    | La Française des Jeux |    | 2 s             |
| 4 | Jens Voigt         | Allemagne | Team Saxo Bank        |    | 2 s             |
| 5 | Simon Gerrans      | Australie | Team Sky              |    | 2 s             |
| 6 | Koldo Fernández    | Espagne   | Euskaltel-Euskadi     |    | 2 s             |
| 7 | Nicolas Roche      | Irlande   | AG2R La Mondiale      |    | 2 s             |
| 8 | Matthew Goss       | Australie | Team HTC-Columbia     |    | 2 s             |
| 9 | Alberto Contador   | Espagne   | Astana                |    | 2 s             |

|   | Coureur            | Pays        | Équipe             |    | Temps            |
| - | ------------------ | ----------- | ------------------ | -- | ---------------- |
| 1 | Alberto Contador   | Espagne     | Astana             | en | 20 h 41 min 40 s |
|   | Alejandro Valverde | Espagne     | Caisse d'Épargne   |    | 20 s             |
| 2 | Roman Kreuziger    | Tchéquie    | Liquigas-Doimo     | +  | 25 s             |
| 3 | Luis León Sánchez  | Espagne     | Caisse d'Épargne   |    | 26 s             |
| 4 | Samuel Sánchez     | Espagne     | Euskaltel-Euskadi  |    | 29 s             |
| 5 | Jens Voigt         | Allemagne   | Team Saxo Bank     |    | 34 s             |
| 6 | Joaquim Rodríguez  | Espagne     | Team Katusha       |    | 36 s             |
| 7 | Peter Sagan        | Slovaquie   | Liquigas-Doimo     |    | 42 s             |
| 8 | David Millar       | Royaume-Uni | Garmin-Transitions |    | 1 min 02 s       |
| 9 | Rein Taaramäe      | Estonie     | Cofidis            |    | 1 min 06 s       |

### 6eétape
Cette étape est très vallonnée, avec pas moins de huit ascensions. Deux côtes de 3e catégorie sont placées en début d'étape, aux kilomètres 33,5 et 38 : la côte de Val-Rose (1,9 km à 4,3 %) et la côte de Barjols (1,7 km à 4,2 %). La course pourrait se décanter entre les kilomètres 73,5 et 114. Sont placés à ces kilomètres les deux sprints intermédiaires de la journée. Entre les deux, la côte des Tuilières (2,2 km à 8,2 %), clasée en 2e catégorie, dont le sommet est au 85,5, la zone de ravitaillement au kilomètre 89 et la côte du Mont Méaulx (1,7 km à 5,1 %), dont le sommet est situé au kilomètre 101. Mais la décision devrait avoir lieu après environ 130 km. En effet, le sommet de la côte de Tignet (2,8 km à 5,1 %), classée en 3e catégorie, est placé au kilomètre 131,5, celui de la côte de Plascassier (3,7 km 2,1 %), classée en 3e catégorie, au kilomètre 147 et celui de la côte de Châteauneuf (1,3 km à 9,5 %), classée en 2e catégorie, au kilomètre 156,5. Après la descente de la septième ascension de la journée, les coureurs iront au pied de la principale difficulté de la journée, en passant par une montée non répertoriée (un premier passage à Tourrettes-sur-Loup aura lieu au sommet) et par la descente qui va avec. Les coureurs attaqueront alors le col de Vence (9,7 km à 6,6 %), classé en 1re catégorie.
L'arrivée est jugée à Tourrettes-sur-Loup, après une montée finale (non répertoriée) d'une petite dizaine de kilomètres, et 220 km depuis Peynier, à travers les Bouches-du-Rhône, le Var et les Alpes-Maritimes.
De nombreux coureurs tentent de s'échapper en ce début d'étape. Mais, le premier mouvement d'envergure, qui nait de l'initiative de Tony Martin (Team HTC-Columbia), prend forme dans côte de Barjols. Il est suivi par Mathieu Perget (Caisse d'Épargne), Chris Anker Sørensen (Team Saxo Bank), Sylvain Chavanel, Kevin Seeldraeyers (Quick Step), Dmitriy Fofonov (Astana), Maxime Monfort (Team HTC-Columbia), Xavier Tondo (Cervélo TestTeam), Jurgen Van den Broeck (Omega Pharma-Lotto), Sandy Casar, Mikaël Cherel (La Française des Jeux), Levi Leipheimer, Tiago Machado (Team RadioShack), Dimitri Champion (AG2R La Mondiale), Romain Sicard (Euskaltel-Euskadi), Damiano Cunego (Lampre-Farnese Vini), Alexandr Kolobnev, Eduard Vorganov (Team Katusha), Cyril Gautier, Sébastien Turgot (BBox Bouygues Telecom), Steve Cummings (Team Sky), Amaël Moinard (Cofidis) et Simon Geschke (Skil-Shimano). On trouve donc 23 coureurs en tête. Mais, la présence de Sylvain Chavanel, 14e du classement général ce matin, encourage les coureurs de Garmin-Transitions, de Astana et de Caisse d'Épargne à maintenir sous pression les échappés. L'avance maximale des hommes de tête est de 2 min 10 s au km 150.
Le col de Vence est l'occasion d'une sélection par l'arrière dans le peloton. Dans le groupe de tête, Seeldrayers va lâcher, imité par Martin et Geschke, puis par Moinard et Sicard. À mi-pente, Xavier Tondo attaque. Il est suivi par Damiano Cunego et Cyril Gautier. Tondó passe en tête au sommet, devant Cunego et Gautier. Si l'Italien et le Français sont distancés par l'Espagnol, ils sont les seuls à ne pas être repris par le peloton.
Cyril Gautier est finalement repris à 20 km de l'arrivée et Damiano Cunego à 7 km de la ligne. Thomas Voeckler (BBox Bouygues Telecom), Sylvain Chavanel (Quick Step), Dmitriy Fofonov (Astana), Christophe Riblon (AG2R La Mondiale), Beñat Intxausti (Euskaltel-Euskadi), Jérôme Coppel (Saur-Sojasun) et Jean-Christophe Péraud (Omega Pharma-Lotto) s'intercalent entre Tondó et le peloton quelques km. Xavier Tondo franchit la ligne en solitaire, 5" devant sur Alejandro Valverde (Caisse d'Épargne), vainqueur du sprint du peloton. Le Murcian n’est plus qu’à 14" d'Alberto Contador (Astana) au classement général.
|   | Coureur            | Pays      | Équipe              |    | Temps           |
| - | ------------------ | --------- | ------------------- | -- | --------------- |
| 1 | Xavier Tondo       | Espagne   | Cervélo TestTeam    | en | 5 h 01 min 39 s |
|   | Alejandro Valverde | Espagne   | Caisse d'Épargne    |    | 5 s             |
| 2 | Peter Sagan        | Slovaquie | Liquigas-Doimo      | +  | 5 s             |
| 3 | Samuel Sánchez     | Espagne   | Euskaltel-Euskadi   |    | 5 s             |
| 4 | Joaquim Rodríguez  | Espagne   | Team Katusha        |    | 5 s             |
| 5 | Leonardo Duque     | Colombie  | Cofidis             |    | 5 s             |
| 6 | Luis León Sánchez  | Espagne   | Caisse d'Épargne    |    | 5 s             |
| 7 | Christophe Riblon  | France    | AG2R La Mondiale    |    | 5 s             |
| 8 | Rein Taaramäe      | Estonie   | Cofidis             |    | 5 s             |
| 9 | Daniele Righi      | Italie    | Lampre-Farnese Vini |    | 5 s             |

|   | Coureur            | Pays        | Équipe             |    | Temps            |
| - | ------------------ | ----------- | ------------------ | -- | ---------------- |
| 1 | Alberto Contador   | Espagne     | Astana             | en | 25 h 43 min 24 s |
|   | Alejandro Valverde | Espagne     | Caisse d'Épargne   |    | 14 s             |
| 2 | Roman Kreuziger    | Tchéquie    | Liquigas-Doimo     | +  | 25 s             |
| 3 | Luis León Sánchez  | Espagne     | Caisse d'Épargne   |    | 26 s             |
| 4 | Samuel Sánchez     | Espagne     | Euskaltel-Euskadi  |    | 29 s             |
| 5 | Jens Voigt         | Allemagne   | Team Saxo Bank     |    | 34 s             |
| 6 | Joaquim Rodríguez  | Espagne     | Team Katusha       |    | 36 s             |
| 7 | Peter Sagan        | Slovaquie   | Liquigas-Doimo     |    | 38 s             |
| 8 | David Millar       | Royaume-Uni | Garmin-Transitions |    | 1 min 02 s       |
| 9 | Rein Taaramäe      | Estonie     | Cofidis            |    | 1 min 06 s       |

### 7eétape
Cette dernière étape propose aux coureurs le tracé habituel, avec le col de la Porte (7,2 km à 7,2 %), l'ascension de la Turbie (7,6 km à 4,8 %) et le col d'Èze (4,2 km à 6,8 %), tous les 3 classés en 1re catégorie, ainsi que deux sprints intermédiaires, situés aux kilomètres 18,5 et 105. L'arrivée est jugée sur la Promenade des Anglais, à Nice, après 119 km depuis Nice, à travers les Alpes-Maritimes.
Le premier sprint intermédiaire monopolise l'attention en ce début d'étape. En effet, Alejandro Valverde (Caisse d'Épargne) peut se rapprocher d'Alberto Contador (Astana) au classement général. Les tentatives de Lars Boom (Rabobank) et Jens Mouris (Vacansoleil) au km 2, puis de Tiago Machado (Team RadioShack) et Julien El Fares (Cofidis) au km 8 sont condamnées par le peloton. Finalement, Luis León Sánchez (Caisse d'Épargne) dépasse Roman Kreuziger (Liquigas-Doimo). En revanche, son coéquipier Peter Sagan consolide son maillot vert.
Le col de la Porte est donc l'occasion de s'échapper pour de nombreux coureurs. Sylvain Chavanel (Quick Step) et Jean-Christophe Péraud (Omega Pharma-Lotto) s'y essaient, en vain. Valverde attaque également, mais le peloton réagit immédiatement. Thomas Voeckler (BBox Bouygues Telecom) et Amaël Moinard (Cofidis) parviennent à s'extirper du peloton à 2 km du sommet. Ils passent au sommet avec 20 secondes d'avance sur un groupe qui ne compte plus qu'une cinquantaine de coureurs. Christophe Riblon (AG2R La Mondiale) est momentanément intercalé. Les deux hommes de tête commence l'ascension de la Turbie avec 2 minutes et 25 secondes d'avance et la termine avec 1 minute et 55 secondes. Joaquim Rodríguez (Team Katusha) attaque à mi-ascension du col d'Èze. Il est suivi par Alberto Contador (Astana) et Alejandro Valverde (Caisse d'Épargne). Ils n'ont plus que 16 secondes de retard sur Voeckler et Moinard au sommet.
Ils sont repris par le reste du groupe des favoris, qui ne compte plus qu'une quinzaine d'éléments. Moinard et Voeckler ont encore 14 secondes d'avance à 2 km du but. Thomas Voeckler lance le sprint à 400 m de la ligne d'arrivée. Il se fait cependant dépasser par Amaël Moinard (Cofidis), qui remporte sa première victoire d'étape sur Paris-Nice, en plus du maillot à pois. Valverde termine troisième et empoche 4 secondes de bonifications. Il ne reprend cependant que 3 secondes à Contador, qui a pris la troisième place du deuxième sprint intermédiaire. Contador remporte donc son 2e Paris-Nice, après sa victoire en 2007.
|   | Coureur            | Pays       | Équipe                |    | Temps           |
| - | ------------------ | ---------- | --------------------- | -- | --------------- |
| 1 | Amaël Moinard      | France     | Cofidis               | en | 2 h 52 min 09 s |
| 2 | Thomas Voeckler    | France     | BBox Bouygues Telecom | +  | 0 s             |
|   | Alejandro Valverde | Espagne    | Caisse d'Épargne      |    | 3 s             |
| 3 | Nicolas Roche      | Irlande    | AG2R La Mondiale      |    | 3 s             |
| 4 | Rein Taaramäe      | Estonie    | Cofidis               |    | 3 s             |
| 5 | Joaquim Rodríguez  | Espagne    | Team Katusha          |    | 3 s             |
| 6 | Jens Voigt         | Allemagne  | Team Saxo Bank        |    | 3 s             |
| 7 | Christopher Horner | États-Unis | Team RadioShack       |    | 3 s             |
| 8 | Janez Brajkovič    | Slovénie   | Team RadioShack       |    | 3 s             |
| 9 | Alberto Contador   | Espagne    | Astana                |    | 3 s             |

|     | Coureur                | Pays      | Équipe             |    | Temps            |
| --- | ---------------------- | --------- | ------------------ | -- | ---------------- |
| 1   | Alberto Contador       | Espagne   | Astana             | en | 28 h 35 min 35 s |
| DSQ | Alejandro Valverde     | Espagne   | Caisse d'Épargne   |    | 11 s             |
| 2   | Luis León Sánchez      | Espagne   | Caisse d'Épargne   | +  | 25 s             |
| 3   | Roman Kreuziger        | Tchéquie  | Liquigas-Doimo     |    | 26 s             |
| 4   | Samuel Sánchez         | Espagne   | Euskaltel-Euskadi  |    | 30 s             |
| 5   | Jens Voigt             | Allemagne | Team Saxo Bank     |    | 35 s             |
| 6   | Joaquim Rodríguez      | Espagne   | Team Katusha       |    | 37 s             |
| 7   | Rein Taaramäe          | Estonie   | Cofidis            |    | 1 min 07 s       |
| 8   | Jean-Christophe Péraud | France    | Omega Pharma-Lotto |    | 1 min 16 s       |
| 9   | Jérôme Coppel          | France    | Saur-Sojasun       |    | 1 min 17 s       |

## Points UCI
| #  | Coureur                | Équipe                | Points |
| -- | ---------------------- | --------------------- | ------ |
| 1  | Alberto Contador       | Astana                | 107    |
| 2  | Luis León Sánchez      | Caisse d'Épargne      | 82     |
| 3  | Roman Kreuziger        | Liquigas-Doimo        | 70     |
| 4  | Samuel Sánchez         | Euskaltel-Euskadi     | 63     |
| 5  | Jens Voigt             | Team Saxo Bank        | 56     |
| 6  | Joaquim Rodríguez      | Team Katusha          | 46     |
| 7  | Rein Taaramäe          | Cofidis               | 31     |
| 8  | Jean-Christophe Péraud | Omega Pharma-Lotto    | 20     |
| 9  | Peter Sagan            | Liquigas-Doimo        | 19     |
| 10 | Jérôme Coppel          | Saur-Sojasun          | 10     |
| 11 | Nicolas Roche          | AG2R La Mondiale      | 7      |
| 12 | William Bonnet         | BBox Bouygues Telecom | 6      |
| 12 | Lars Boom              | Rabobank              | 6      |
| 12 | Gregory Henderson      | Team Sky              | 6      |
| 12 | Amaël Moinard          | Cofidis               | 6      |
| 12 | Xavier Tondo           | Cervélo TestTeam      | 6      |
| 17 | Mirco Lorenzetto       | Lampre-Farnese Vini   | 5      |
| 17 | Thomas Voeckler        | BBox Bouygues Telecom | 5      |
| 19 | Grega Bole             | Lampre-Farnese Vini   | 4      |
| 20 | Jérémie Galland        | Saur-Sojasun          | 2      |
| 20 | Levi Leipheimer        | Team RadioShack       | 2      |
| 22 | Juan José Haedo        | Team Saxo Bank        | 1      |
| 22 | Alexandr Kolobnev      | Team Katusha          | 1      |
| 22 | Matthieu Ladagnous     | La Française des Jeux | 1      |
| 22 | Tony Martin            | Team HTC-Columbia     | 1      |

## Évolution des classements
| Étape            | Vainqueur         | Classement général | Classement par points | Classement de la montagne | Classement du meilleur jeune | Classement par équipes |
| ---------------- | ----------------- | ------------------ | --------------------- | ------------------------- | ---------------------------- | ---------------------- |
| P                | Lars Boom         | Lars Boom          | Lars Boom             | Lars Boom                 | Lars Boom                    | Team RadioShack        |
| 1                | Gregory Henderson | Lars Boom          | Lars Boom             | Lars Boom                 | Lars Boom                    | Caisse d'Épargne       |
| 2                | William Bonnet    | Lars Boom          | Luis León Sánchez     | Laurent Mangel            | Lars Boom                    | Caisse d'Épargne       |
| 3                | Peter Sagan       | Jens Voigt         | Peter Sagan           | Laurent Mangel            | Peter Sagan                  | Liquigas-Doimo         |
| 4                | Alberto Contador  | Alberto Contador   | Peter Sagan           | Laurent Mangel            | Roman Kreuziger              | Caisse d'Épargne       |
| 5                | Peter Sagan       | Alberto Contador   | Peter Sagan           | Amaël Moinard             | Roman Kreuziger              | Caisse d'Épargne       |
| 6                | Xavier Tondo      | Alberto Contador   | Peter Sagan           | Amaël Moinard             | Roman Kreuziger              | Liquigas-Doimo         |
| 7                | Amaël Moinard     | Alberto Contador   | Peter Sagan           | Amaël Moinard             | Roman Kreuziger              | AG2R La Mondiale       |
| Classement final | Classement final  | Alberto Contador   | Peter Sagan           | Amaël Moinard             | Roman Kreuziger              | AG2R La Mondiale       |